# Orgullo, pasión y gloria: tres noches en la Ciudad de México
Orgullo, pasión y gloria: tres noches en la Ciudad de México is een livealbum van de Amerikaanse heavymetalband Metallica. Het bestaat uit opnames van drie concerten in Mexico-Stad op 4, 6 en 7 juni 2009 en is alleen uitgebracht in Zuid-Amerika. De opnamen werden geregisseerd door Wayne Isham.

## Setlist

### DVD 1
- DVD, DVD/2CD, 2DVD/2CD & Blu-ray

1. "The Ecstasy of Gold"
2. "Creeping Death"
3. "For Whom the Bell Tolls"
4. "Ride the Lightning"
5. "Disposable Heroes"
6. "One"
7. "Broken, Beat & Scarred"
8. "The Memory Remains"
9. "Sad but True"
10. "The Unforgiven"
11. "All Nightmare Long"
12. "The Day That Never Comes"
13. "Master of Puppets"
14. "Fight Fire with Fire"
15. "Nothing Else Matters"
16. "Enter Sandman"
17. "The Wait"
18. "Hit the Lights"
19. "Seek & Destroy"

### DVD 2
- 2DVD/2CD

1. "That Was Just Your Life"
2. "The End of the Line"
3. "Holier Than Thou"
4. "Cyanide"
5. "Blackened"
6. "Helpless"
7. "Trapped Under Ice"
8. "Turn the Page"
9. "The Prince"
10. "No Remorse"
11. "Fuel"
12. "Wherever I May Roam"
13. "Harvester of Sorrow"
14. "Fade to Black"
15. "...And Justice for All"
16. "Dyers Eve"

### CD 1
- DVD/2CD & 2DVD/2CD

1. "The Ecstasy of Gold"
2. "Creeping Death"
3. "For Whom the Bell Tolls"
4. "Ride the Lightning"
5. "Disposable Heroes"
6. "One"
7. "Broken, Beat & Scarred"
8. "The Memory Remains"
9. "Sad but True"
10. "The Unforgiven"

### CD 2
- DVD/2CD & 2DVD/2CD

1. "All Nightmare Long"
2. "The Day That Never Comes"
3. "Master of Puppets"
4. "Fight Fire with Fire"
5. "Nothing Else Matters"
6. "Enter Sandman"
7. "The Wait"
8. "Hit the Lights"
9. "Seek & Destroy"

## Bandleden
- James Hetfield – slaggitaar en zang
- Kirk Hammett – leadgitaar, achtergrondzang
- Robert Trujillo – basgitaar, achtergrondzang
- Lars Ulrich – drums